# Carmen Intorre
Carmen Intorre Jr. (* im August 1980 in Buffalo, New York) ist ein US-amerikanischer Jazzmusiker (Schlagzeug) des Modern Jazz.

## Leben und Wirken
Intorre begann mit fünf Jahren mit dem Schlagzeugspiel. Als Jugendlicher trat er in Buffalo lokal mit Al Tinney, aber auch mit David Fathead Newman, D. D. Jackson und George Garzone auf. 1999 zog er nach New York City, wo er sich an der New School einschrieb. An der Juilliard School absolvierte er den Bachelor- und Master-Grad. Er arbeitete ab den frühen 2000er-Jahren u. a. mit George Benson, Larry Coryell, Wynton Marsalis, Monty Alexander, George Coleman, Eric Alexander, George Cables, Benny Golson, Richie Cole, Lew Tabackin, Bobby Watson, Ira Sullivan oder Bucky Pizzarelli. Er war Mitglied im Sextett bzw. Quintett von Ernie Krivda und von Dominick Farinacci. Ferner nahm er mit Sharel Cassity, Pat Bianchi, John Basile, Joey DeFrancesco (Never Can Say Goodbye: The Music of Michael Jackson), Randy Johnston, Greg Skaff, Joshua Breakstone, JC Stylles, Pat Martino und Joe Locke auf.
Um 2011 nahm Intorre unter eigenem Namen das Album For the Soul auf, an dem Jon Irabagon, Pat Bianchi, Joey DeFrancesco und John Hart mitwirkten. Gegenwärtig (2019) gehört er auch dem Akiko Tsuruga Quartet an. Im Bereich des Jazz war er Tom Lord zufolge zwischen 2001 und 2017 an 23 Aufnahmesessions beteiligt,u. a. auch mit Whitney Marchelle, zuletzt im Massimo Faraò Trio.